# Fernabsatzgesetz
Das Fernabsatzgesetz (FernAbsG) war ein deutsches Gesetz auf dem Gebiet des Fernabsatzrechts. In ihm fanden sich Vorschriften zum Verbraucherschutz bei Fernabsatzverträgen. Durch das Gesetz wurde u. a. die Fernabsatzrichtlinie umgesetzt. Es trat zum 30. Juni 2000 in Kraft und wurde zum 1. Januar 2002 im Rahmen der Schuldrechtsmodernisierung in das BGB integriert.

## Anwendungsbereich
Das Fernabsatzgesetz fand Anwendung auf Fernabsatzverträge, also auf Kauf- oder Dienstleistungsverträge, die zwischen Verbrauchern und Unternehmern per Telefon, per Internet oder über andere Fernkommunikationsmittel und im Rahmen eines für den Fernabsatz organisierten Vertriebs- oder Dienstleistungssystems abgeschlossen worden waren (§ 1 Abs. 1 und 2 FernAbsG).
Keine Anwendung fand das Gesetz gemäß § 1 Abs. 3 FernAbsG auf Verträge
- über Fernunterricht,
- über die Teilzeitnutzung von Wohngebäuden,
- über Finanzgeschäfte,
- über Grundstücksgeschäfte,
- über die Lieferung von Lebensmitteln, Getränken oder sonstigen Haushaltsgegenständen des täglichen Bedarfs, die von Unternehmern im Rahmen regelmäßiger Fahrten geliefert wurden (Beispiele: Milchmann, Pizzaservice),
- über die für einen Zeitpunkt bestimmte Erbringung von Dienstleistungen in den Bereichen Unterbringung, Beförderung, Lieferung von Speisen und Getränken sowie Freizeitgestaltung,
- über die Benutzung von öffentlichen Fernsprechern

sowie auf Verträge, die per Warenautomat geschlossen wurden.

## Regelungen des FernAbsG

### Informationspflichten
Wenn ein Unternehmer zum Geschäftsabschluss Fernkommunikationsmittel einsetzte, war er gemäß § 2 FernAbsG verpflichtet, dem Verbraucher bestimmte Informationen zur Verfügung zu stellen. So musste er dem Verbraucher u. a. seine Identität und seine Anschrift nennen und ihn über die wesentlichen Merkmale der Ware oder Dienstleistung informieren. Insbesondere musste der Unternehmer den Verbraucher über sein Widerrufs- bzw. Rückgaberecht belehren.

### Widerrufs- und Rückgaberecht
Bei Fernabsatzverträgen wurde den Verbrauchern ein grundsätzliches Widerrufsrecht gemäß § 3 Abs. 1 Satz 1 FernAbsG i. V. m. § 361a BGB a. F. eingeräumt. Innerhalb einer Frist von zwei Wochen konnte der Verbraucher seine Willenserklärung widerrufen und war dann nicht mehr an den Vertrag gebunden.
Diese Frist begann, sobald der Unternehmer seine oben genannten Informationspflichten erfüllt hat. Wurde ein Kaufvertrag geschlossen, begann die Frist frühestens, sobald der Verbraucher die Ware erhalten hat, spätestens jedoch vier Monate nach Erhalt der Ware.
Kein gesetzliches Widerrufsrecht bestand bei Fernabsatzverträgen
- zur Lieferung von Waren, die nach Kundenspezifikation angefertigt wurden oder eindeutig auf die persönlichen Bedürfnisse zugeschnitten waren oder die aufgrund ihrer Beschaffenheit nicht für eine Rücksendung geeignet waren oder schnell verderben konnten oder deren Verfalldatum überschritten worden wäre,
- zur Lieferung von Audio- oder Videoaufzeichnungen oder von Software, sofern die gelieferten Datenträger vom Verbraucher entsiegelt worden waren,
- zur Lieferung von Zeitungen, Zeitschriften und Illustrierten,
- zur Erbringung von Wett- und Lotterie-Dienstleistungen oder
- die in der Form von Versteigerungen (§ 156 BGB) geschlossen wurden.
- zur Lieferung von Frischwaren (z. B. Blumen)

Das Widerrufsrecht konnte gemäß § 3 Abs. 3 FernAbsG durch ein uneingeschränktes Rückgaberecht (§ 361b BGB a. F.) ersetzt werden. Das Recht des Verbrauchers auf Widerruf (bzw. Rückgabe) war nicht abdingbar, es konnte also nicht vertraglich ausgeschlossen werden.

## Integration des FernAbsG ins BGB
Im Rahmen der Schuldrechtsmodernisierung wurde das FernAbsG zum 1. Januar 2002 in das BGB integriert. Die Bestimmungen zu den Fernabsatzverträgen wurden dabei teilweise wörtlich aus dem FernAbsG  übernommen und sind heute in den §§ 312b ff. BGB sowie in der BGB-Informationspflichten-Verordnung zu finden.
Seit der Integration des FernAbsG ins BGB gab es allerdings auch einige inhaltliche Änderungen. So beginnt beispielsweise die Widerrufsfrist auch nach Erhalt der Ware entsprechend dem BGB erst dann, wenn der Unternehmer seinen Informationspflichten nachgekommen ist – und nicht wie im FernAbsG bereits vier Monate nach Erhalt. Außerdem gibt es nach dem  BGB nun auch Vorschriften über den Fernabsatz von Finanzdienstleistungen.